# Cissia terrestris
Espèce
 Cissia terrestris est une  espèce de papillons de la famille des Nymphalidae et de la sous-famille des Satyrinae et du genre Cissia.

## Dénomination
Cissia terrestris a été décrit par Edward Arthur Butler en 1867 sous le nom d' Euptychia terrestris.

### Noms vernaculaires
Cissia terrestris se nomme Butler's Ringlet ou Terrestris Satyr en anglais .

## Description
C'est un papillon d'une envergure autour de 34 mm, au dessus beige bordé de trois fines lignes marron parallèles avec aux postérieures un unique gros ocelle doublement pupillé de clair et cerclé de jaune.
Le revers est beige zébré de deux bandes marron avec la même ornementation de fines lignes marron parallèles en bordure, un gros ocelles doublement pupillé et cerclés de jaune vers l'apex des antérieures et, aux ailes postérieures, entre deux gros ocelles doublement pupillés une ligne submarginale de marques argentées.

## Biologie
Il est très commun en Guyane de mars à octobre.

## Écologie et distribution
Cissia terrestris est présent au Nicaragua, en Bolivie, au Pérou et dans le bassin amazonien dont en Guyane.

### Biotope
Il réside aussi bien dans la forêt tropicale que dans les terres cultivées.

### Protection
Pas de statut de protection particulier